# Labergement-du-Navois
Labergement-du-Navois är en kommun i departementet Doubs i regionen Bourgogne-Franche-Comté i östra Frankrike. Kommunen ligger i kantonen Amancey som tillhör arrondissementet Besançon. År 2014 hade Labergement-du-Navois 108 invånare.

## Befolkningsutveckling
Antalet invånare i kommunen Labergement-du-Navois
Referens:INSEE